# Beljevina
Beljevina falu Horvátországban, Eszék-Baranya megyében. Közigazgatásilag Gyurgyenováchoz tartozik.

## Fekvése
Eszéktől légvonalban 51, közúton 63 km-re nyugatra, Nekcsétől légvonalban 9, közúton 12 km-re északnyugatra, községközpontjától 2 km-re északnyugatra, a Szlavóniai-síkságon fekszik.

## Története
A település Belavina-puszta néven mezőgazdasági majorként keletkezett a 19. század közepén a nekcsei uradalom területén. Első lakói a környező mezőgazdasági földek megművelésére betelepített dél-magyarországi magyarok voltak. 1880-ban 11, 1910-ben 114 lakosa volt. Verőce vármegye Nekcsei járásához tartozott. Az 1910-es népszámlálás adatai szerint lakosságának 80%-a magyar, 13%-a horvát, 5%-a német anyanyelvű volt. Az első világháború után 1918-ban az új szerb-horvát-szlovén állam, majd később (1929-ben) Jugoszlávia része lett. Az 1920-as években a horvát Zagorje vidékéről nagyszámú horvát lakosság települt be a faluba. A magyar és német lakosságot a második világháború idején a partizánok elüldözték. Helyükre a háború után az ország más részeiről érkezett horvátok települtek. 1991-ben lakosságának 97%-a horvát nemzetiségű volt. 2011-ben 712 lakosa volt.

## Lakossága
| Lakosság változása | Lakosság változása | Lakosság változása | Lakosság változása | Lakosság változása | Lakosság változása | Lakosság változása | Lakosság változása | Lakosság változása | Lakosság változása | Lakosság változása | Lakosság változása | Lakosság változása | Lakosság változása | Lakosság változása | Lakosság változása |
| ------------------ | ------------------ | ------------------ | ------------------ | ------------------ | ------------------ | ------------------ | ------------------ | ------------------ | ------------------ | ------------------ | ------------------ | ------------------ | ------------------ | ------------------ | ------------------ |
| 1857               | 1869               | 1880               | 1890               | 1900               | 1910               | 1921               | 1931               | 1948               | 1953               | 1961               | 1971               | 1981               | 1991               | 2001               | 2011               |
| 0                  | 0                  | 11                 | 32                 | 61                 | 114                | 249                | 781                | 1.030              | 1.184              | 1.235              | 1.150              | 981                | 930                | 810                | 712                |

## Nevezetességei
Szent Márton tiszteletére szentelt római katolikus temploma a bokšići Szent Péter plébánia filiája.

## Oktatás
A településen a gyurgyenováci J. J. Strossmayer elemi iskola területi iskolája működik.

## Kultúra
A KUD Zagorci Beljevina kulturális és művészeti egyesület a zagorjei népszokások és hagyományok őrzője.

## Sport
Az NK Zagorac Beljevina labdarúgóklubot 1952-ben alapították, a megyei 3. ligában szerepel.

## Egyesületek
- DVD Beljevina önkéntes tűzoltó egyesület.
- LD „Vidra” Beljevina vadásztársaság.